# Fenerbahçe Spor Kulübü 2009-2010 (pallacanestro maschile)
Questa voce raccoglie le informazioni riguardanti il Fenerbahçe Spor Kulübü nelle competizioni ufficiali della stagione 2009-2010.

## Stagione
La stagione 2009-2010 del Fenerbahçe è la 44ª nel massimo campionato turco di pallacanestro, la Türkiye 1. Basketbol Ligi.

## Roster
Aggiornato al 22 marzo 2022.
| Fenerbahçe Ülker 2009-10 | Fenerbahçe Ülker 2009-10 |
| Giocatori                | Staff tecnico            |
| ------------------------ | ------------------------ |

| N. | Naz.                                                 | Ruolo | Nome            | Anno | Alt.   | Peso   |  |
| -- | ---------------------------------------------------- | ----- | --------------- | ---- | ------ | ------ |  |
| 4  | Croazia (bandiera)                                   | P     | Roko Ukić       | 1984 | 196 cm | 86 kg  |  |
| 5  | Stati Uniti (bandiera)                               | P     | Will Solomon    | 1978 | 187 cm | 82 kg  |  |
| 6  | Serbia (bandiera) · Turchia (bandiera)               | AG    | Mirsad Türkcan  | 1976 | 206 cm | 102 kg |  |
| 7  | Turchia (bandiera)                                   | G     | Ömer Onan       | 1978 | 194 cm | 93 kg  |  |
| 8  | Azerbaigian (bandiera) · Turchia (bandiera)          | AG    | Rasim Başak     | 1980 | 202 cm | 102 kg |  |
| 9  | Turchia (bandiera)                                   | C     | Semih Erden     | 1986 | 213 cm | 109 kg |  |
| 10 | Croazia (bandiera)                                   | GA    | Gordan Giriček  | 1977 | 198 cm | 101 kg |  |
| 12 | Bosnia ed Erzegovina (bandiera) · Turchia (bandiera) | G     | Damir Mršić (C) | 1970 | 192 cm | 91 kg  |  |
| 13 | Slovenia (bandiera)                                  | C     | Gašper Vidmar   | 1987 | 210 cm | 115 kg |  |
| 14 | Stati Uniti (bandiera)                               | P     | Lynn Greer      | 1979 | 188 cm | 79 kg  |  |
| 15 | Turchia (bandiera)                                   | G     | Erbil Eroğlu    | 1993 | 195 cm | 85 kg  |  |
| 16 | Turchia (bandiera)                                   | GA    | Can Maxim Mutaf | 1991 | 193 cm | 90 kg  |  |
| 18 | Turchia (bandiera)                                   | AP    | Kerem Hotiç     | 1993 | 195 cm | 90 kg  |  |
| 21 | Turchia (bandiera)                                   | C     | Oğuz Savaş      | 1987 | 213 cm | 120 kg |  |
| 22 | Stati Uniti (bandiera)                               | GA    | Tarence Kinsey  | 1984 | 198 cm | 84 kg  |  |
| 24 | Turchia (bandiera)                                   | C     | Ömer Aşık       | 1986 | 213 cm | 116 kg |  |
| 32 | Turchia (bandiera)                                   | AG    | Berkay Candan   | 1993 | 204 cm | 95 kg  |  |
| 33 | Turchia (bandiera)                                   | AP    | Serhat Çetin    | 1986 | 197 cm | 95 kg  |  |
| 55 | Slovenia (bandiera)                                  | A     | Emir Preldžič   | 1987 | 206 cm | 100 kg |  |

| Allenatore                                                              |
| - Bogdan Tanjević                                                       |
| Assistente/i                                                            |
| - Ertuğrul Erdoğan Legenda - (C) Capitano - (IN) Inattivo - Infortunato |

## Mercato

### Sessione estiva
| Acquisti | Acquisti       | Acquisti            | Acquisti      | Acquisti |
| R.a      | Nome           | da                  | Modalità      |          |
| -------- | -------------- | ------------------- | ------------- | -------- |
| GA       | Tarence Kinsey | Cleveland Cavaliers | definitivo    |          |
| P        | Lynn Greer     | Olympiakos          | definitivo    |          |
| G        | Hakan Demirel  | Erdemirspor         | fine prestito |          |

| Cessioni | Cessioni      | Cessioni                      | Cessioni       | Cessioni |
| R.       | Nome          | a                             | Modalità       |          |
| -------- | ------------- | ----------------------------- | -------------- | -------- |
| GA       | Devin Smith   | Panellīnios                   | fine contratto |          |
| C        | Gašper Vidmar | Olimpija Lubiana              | prestito       |          |
| G        | Hakan Demirel | Darüşşafaka                   | fine contratto |          |
| P        | Marques Green | V.L. Pesaro                   | fine contratto |          |
| C        | Enes Kanter   | Stoneridge Preparatory School | fine contratto |          |

### Dopo l'inizio della stagione
| Acquisti | Acquisti      | Acquisti         | Acquisti        | Acquisti      |
| R.       | Nome          | da               | Data            | Modalità      |
| -------- | ------------- | ---------------- | --------------- | ------------- |
| P        | Roko Ukić     | Milwaukee Bucks  | 13 gennaio 2010 | definitivo    |
| C        | Gašper Vidmar | Olimpija Lubiana | 2 aprile 2010   | fine prestito |

| Cessioni | Cessioni       | Cessioni   | Cessioni        | Cessioni    |
| R.       | Nome           | a          | Data            | Modalità    |
| -------- | -------------- | ---------- | --------------- | ----------- |
| P        | Will Solomon   | Free agent | 7 novembre 2009 | rescissione |
| AP       | Gordan Giriček | Free agent | 15 maggio 2010  | rescissione |